# Konstantin Wassiljewitsch Grünberg
Konstantin Wassiljewitsch Grünberg (russisch Константин Васильевич Грюнберг; * 2. August 1944 in Swerdlowsk) ist ein sowjetisch-russischer Bildhauer.

## Leben
Grünberg, Sohn eines Uralmasch-Arbeiters, besuchte während seiner Schulzeit das Modellieratelier des Swerdlowsker Kulturpalasts. Er studierte dann am Leningrader Repin-Institut für Malerei, Bildhauerei und Architektur der Kunstakademie der UdSSR mit Abschluss 1968. Seine Lehrer waren Igor Wsewolodowitsch Krestowski, Michail Arkadjewitsch Kersin und Michail Konstantinowitsch Anikuschin. Grünbergs Diplomarbeit war der aus dem Kampf kommende Partisan. 1998 wurde er in die Union der Künstler Russlands aufgenommen. Sein Arbeitsschwerpunkt wurde Jekaterinburg.

## Ehrungen
- Orden des Heiligen Ikonenmalers Andrei der Russisch-Orthodoxen Kirche (2014)[4]
- Medaille des russischen Verteidigungsministeriums für Verdienste um das Gedenken der gefallenen Verteidiger des Vaterlandes (2016)[5]
- Verdienstmedaille der Russischen Union der Afghanistan-Veteranen (2019)[6]
- Ehrenzeichen für Verdienste um die Stadt Jekaterinburg[7]

## Werke

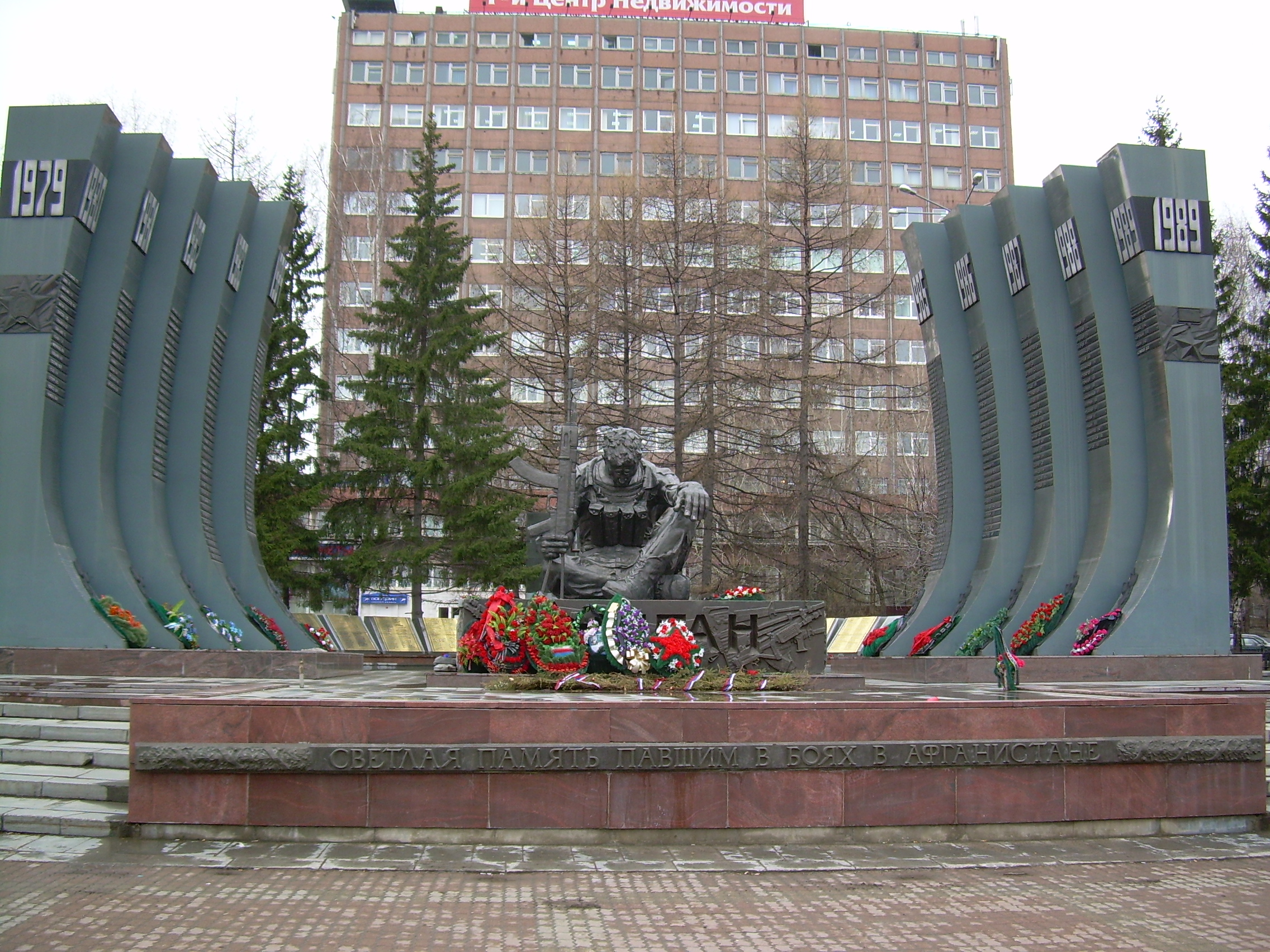
Gedenkstätte Schwarze Tulpe für die in Afghanistan und Tschetschenien Gefallenen (1995),[1][8] Jekaterinburg
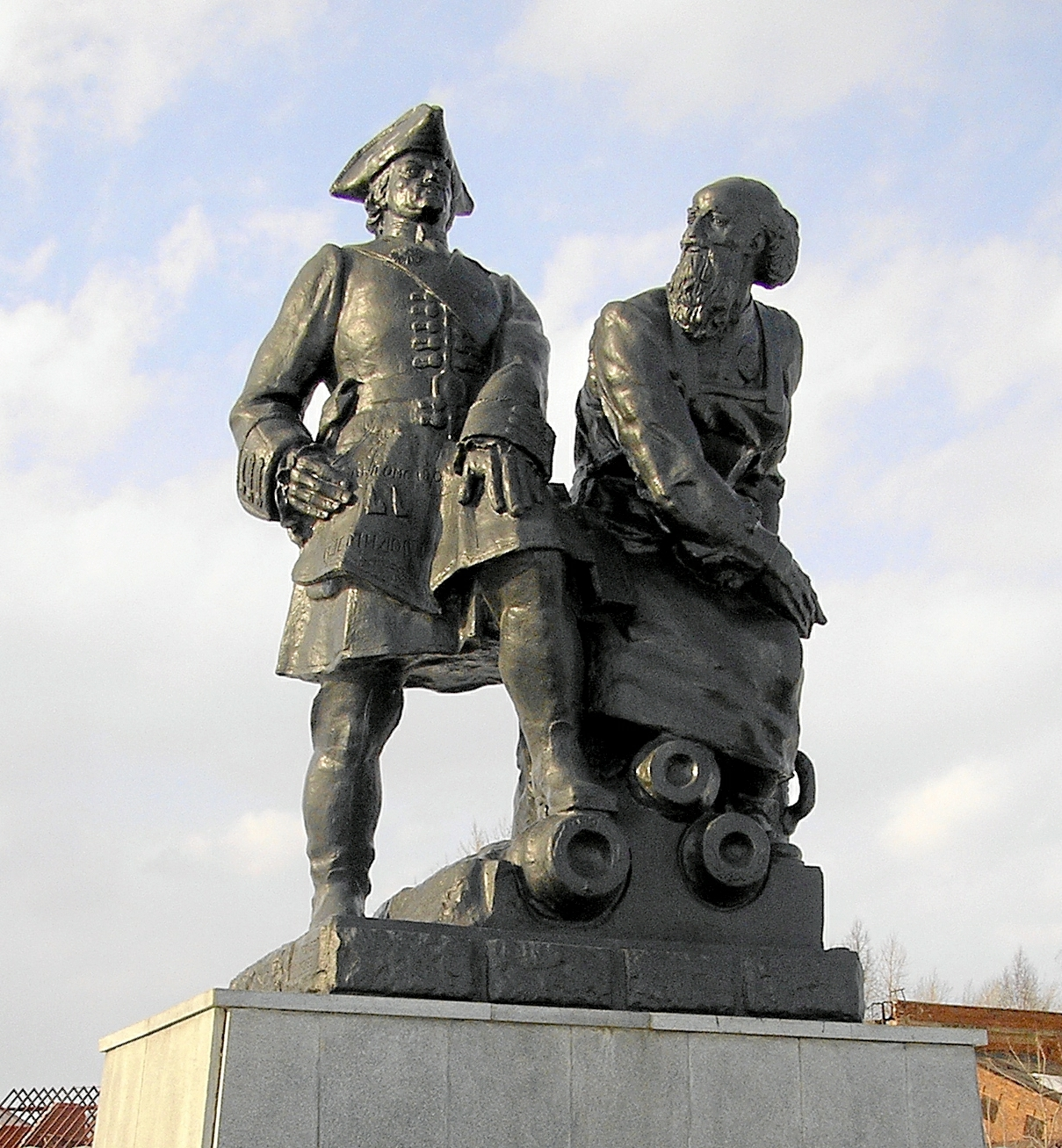
Peter I. mit Nikita Demidow (2002), Newjansk
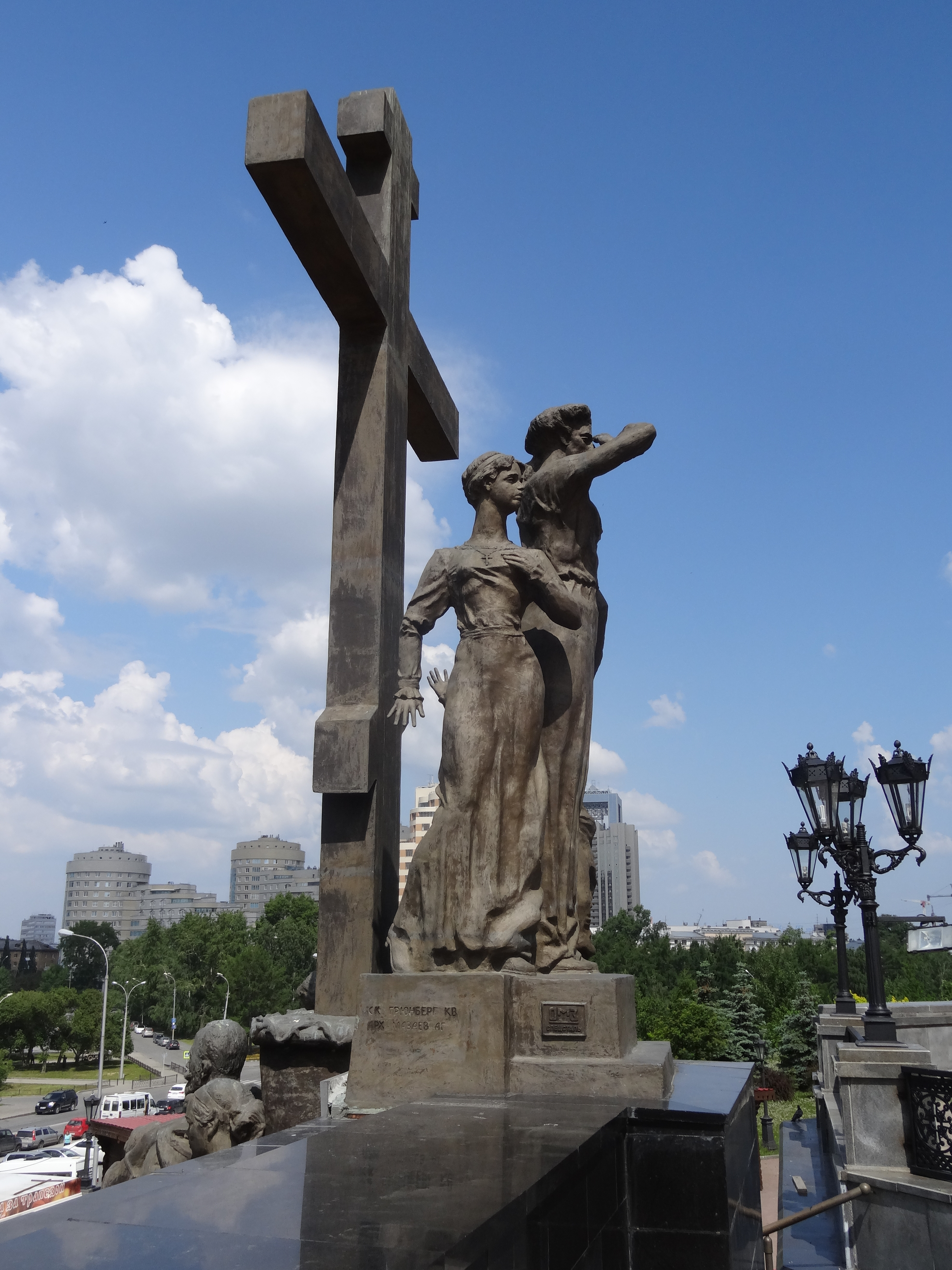
Zarenmärtyrer (2003, Fragment), Kathedrale auf dem Blut, Jekaterinburg